# سید محمد بهشتی
سیّد محمد حسینی بهشتی (۲ آبان ۱۳۰۷ – ۷ تیر ۱۳۶۰)، معروف به سید محمد بهشتی، روحانی شیعه و سیاستمدار ایرانی بود که از ۱۳۵۸ تا ۱۳۶۰، به عنوان دومین رئیس شورای عالی قضایی و دیوان عالی کشور فعالیت کرد. او همچنین نخستین دبیرکل حزب جمهوری اسلامی از ۱۳۵۸ تا ۱۳۶۰ و نائب‌رئیس مجلس خبرگان قانون اساسی از ۲۸ مرداد تا ۲۴ آبان ۱۳۵۸ بود.
بهشتی از شاگردان سید حسین بروجردی و روح‌الله خمینی و از نمایندگان تام‌الاختیار او در ایران بود. او به دلیل مخالفت با حکومت پهلوی، مدّت کوتاهی را در زندان به سر برد. او پس از انقلاب ۱۳۵۷، نائب‌رئیس مجلس خبرگان قانون اساسی شد و در گنجانده شدن اصل ولایت فقیه در قانون اساسی ایران در کنار حسینعلی منتظری نقش مهمی داشت. بهشتی از آبان تا بهمن ۱۳۵۸ و پس از استعفای دولت موقت، به ریاست شورای انقلاب رسید و پس از روی کار آمدن ابوالحسن بنی‌صدر، با حکم روح‌الله خمینی رئیس دیوان عالی کشور و شورای عالی قضایی شد. بهشتی پس از عزل ابوالحسن بنی‌صدر در ۱ تیر ۱۳۶۰، با حکم روح‌الله خمینی به عنوان عضو شورای موقت ریاست‌جمهوری انتخاب شد.
از بهشتی به عنوان «نظریه‌پرداز ولایت فقیه» نام برده می‌شد. او از جمله افراد نزدیک به روح‌الله خمینی و از هواداران تشکیل حکومت اسلامی در ایران بود و نقش تأثیرگذاری در استقرار نظام جمهوری اسلامی و ساختار کنونی قوه قضائیه در ایران داشته است.
بهشتی، هفتم تیر ۱۳۶۰، در حادثهٔ انفجار در دفتر حزب جمهوری اسلامی در سرچشمه تهران کشته شد.

## زندگی
سید محمد حسینی بهشتی در ۲ آبان‌ماه ۱۳۰۷ در محلّهٔ لنبان اصفهان و در خانواده‌ای مذهبی به دنیا آمد. پدرش، سید فضل‌الله، روحانی و از مدرسان حوزه علمیه اصفهان بود و گاهی برای برپایی نماز جماعت به روستاهای پیرامون اصفهان می‌رفت.
بهشتی در چهار سالگی به مکتب رفت. سپس به دبستان دولتی ثروت که بعدها ۱۵ بهمن نامیده شد، وارد شد. در امتحان ورودی دبستان در کلاس ششم پذیرفته شد ولی به این علّت که سن کمی داشت، در کلاس چهارم نشست. در آزمون‌های پایان دورهٔ دبستان در شهر دوم شد و به دبیرستان سعدی رفت. پس از شهریورماه ۱۳۲۰، در سال دوم دبیرستان، همکاری‌اش با شاگردان مدرسه‌های دینی بیشتر شد و به طلبه شدن علاقه پیدا کرد. سرانجام در سال ۱۳۲۱ و در سن چهارده سالگی دبیرستان را رها کرد و به مدرسه صدر بازار رفت.
در سال ۱۳۲۱ وارد مدرسهٔ صدر شد و پس از آموختن دروس زبان و ادبیات عربی، منطق، کلام و سطوح فقه و اصول، در سال ۱۳۲۵ راهی قم شد و به مدرسهٔ حجتیه رفت. در قم خارج فقه و اصول را نزد سید محمد محقق داماد و روح‌الله خمینی فراگرفت و در درس سید حسین طباطبایی بروجردی، سید محمدتقی خوانساری و سید محمد حجت کوه‌کمری نیز حاضر می‌شد. بخشی از کفایه را نزد مرتضی حائری یزدی و بخش دیگر آن را به همراه مکاسب نزد محقق داماد خواند. درس منظومه منطق و کلام که در اصفهان نیمه‌کاره مانده بود، به دلیل کم بودن استاد فلسفه در قم ادامه نیافت و بیشتر به فقه و اصول می‌پرداخت. در کنار تحصیل در قم، همانند اصفهان، تدریس نیز می‌کرد و درآمد زندگی‌اش از این راه به دست می‌آمد.
در سال ۱۳۲۷ دیپلم ادبی را با شرکت در آزمون متفرقه گرفت و به دانشکدهٔ علوم معقول و منقول (دانشکدهٔ الهیات و علوم اسلامی کنونی) دانشگاه تهران وارد شد. گواهی کارشناسی رشتهٔ معقول (فلسفه و حکمت اسلامی) را در سال ۱۳۳۰ از دانشگاه تهران دریافت کرد. عنوان پایان‌نامهٔ او «بساطت یا ترکّب جسم» بود که آن را با هدایت محمود شهابی خراسانی با درجهٔ عالی به پایان رساند.
بهشتی به زبان‌های انگلیسی، آلمانی و عربی تسلط داشت.
بهشتی پس از گرفتن کارشناسی تصمیم داشت که برای یادگیری فلسفهٔ غرب با بورس تحصیلی‌ای که در آن پذیرفته شده بود، به اروپا سفر کند. در آن زمان او در کلاس‌های فلسفه در گفت‌وگوهایی که می‌شد اشکال می‌گرفت، با استاد جدل می‌کرد و استاد نیز به همان شیوه، پاسخش را می‌داد و گاه حتی پرسش و پاسخ‌ها به داد و فریاد کشیده می‌شد. به همین دلیل از فلسفهٔ اسلامی ناامید شده بود. در همان دوره محمدحسین طباطبایی از تبریز به قم می‌آید. بهشتی به این استاد جدید هم امیدی نداشت و فقط به دلیل پافشاری دوستش مرتضی مطهری، در یک جلسه از کلاس‌های وی حاضر شد. پس از کلاس اشکالی را که به درس وی داشت، به او گفت. طباطبایی با دقت به حرف او گوش کرد و با او با آرامش و بدون تعصب و تندی بحث کرد. این برخورد طباطبایی روی بهشتی اثر ژرفی گذاشت؛ به‌طوری که او از تحصیل در خارج از کشور پشیمان شد و به قم بازگشت. در درس‌های اسفار ملاصدرا و کتاب شفای ابن سینا و نیز کلاس‌های گفت و شنید کتاب اصول فلسفه و روش رئالیسم نزد سید محمدحسین طباطبایی حضور می‌یافت. در این دوره بخشی از وقتش را به آموزش درس زبان انگلیسی در دبیرستان‌های قم مانند دبیرستان حکیم‌نظامی اختصاص می‌داد. در ۱۳۳۳ نیز دبیرستان دین و دانش را در قم بنیان نهاد.
در سال ۱۳۳۵ دورهٔ دکترای خود را در رشتهٔ فلسفه آغاز کرد؛ امّا با توجه به سفر به آلمان نتوانست به موقع دوره را به پایان برساند و سرانجام در سال ۱۳۵۳ از پایان‌نامهٔ دکترای خود با نام «مسائل مابعدالطبیعه در قرآن» دفاع کرد.
در سال ۱۳۳۹ به‌همراه علی مشکینی، عبدالرحیم ربانی شیرازی و سید محمدرضا گلپایگانی و آموزگاران دیگر تصمیم گرفتند تا به حوزهٔ علمیهٔ قم سازمان‌دهی بیشتری بدهند. این تلاش به تهیهٔ طرح و برنامه‌ای هفده ساله برای فراگیری علوم اسلامی انجامید. این طرح پایهٔ برپایی مدرسه‌هایی چون مدرسه حقانی شد.

## آغاز مبارزات سیاسی و سفر به آلمان
هر چند که در سال‌های ۱۳۲۹ و ۱۳۳۰ و ۱۳۳۱ در گردهمایی‌ها و نشست‌های سیاسی نهضت ملی شدن صنعت نفت در تهران و اصفهان شرکت می‌کرد، اما به گونه پیگیر تلاش‌های خود به رهبری روح‌الله خمینی را در سال ۱۳۴۱ و با تشکیل کانون دانش‌آموزان قم، با همراهی محمد مفتح، آغاز کرد. پس از سخنرانی او در جشن روز مبعث در دانشگاه تهران، هسته‌ای پژوهشی برای پژوهش پیرامون حکومت اسلامی تشکیل شد. به دستور ساواک، از قم به تهران فرستاده شد و در آن‌جا با هموندان هیئت‌های موتلفه اسلامی ارتباط برقرار کرد. با پیشنهاد شورای مرکزی مؤتلفه، سیدروح‌الله خمینی برای این گروه شورای روحانیت و فقاهت تعیین کرد که محمد بهشتی به همراه مرتضی مطهری، محی الدین انواری و مهدی مولایی تشکیل دهندهٔ آن بودند. در سال ۱۳۴۳ در اثر فشار ساواک از آموزش و پرورش منتظر خدمت شد.
در سال ۱۳۴۳ کار ساختمان مسجدی در هامبورگ که ساخت آن با حمایت سید حسین طباطبایی بروجردی و هزینه شاه آغاز شده بود، رو به پایان بود. به دلیل بازگشت محمد محققی لاهیجی (نمایندهٔ سید حسین طباطبایی بروجردی) به ایران، مسلمانان هامبورگ از مراجع قم برای مسجد درخواست روحانی کردند. سید محمدهادی میلانی و مرتضی حائری یزدی، بهشتی را برای این کار انتخاب کردند. از سوی دیگر به دلیل جان‌باختن نخست‌وزیر حسنعلی منصور به دست فداییان اسلام و نقش شاخهٔ نظامی هیئت‌های موتلفه در آن، دوستان بهشتی به دنبال خارج کردن او از کشور بودند. نخست ساواک از صدور گذرنامه برای این سفر جلوگیری کرد اما با تلاش سید احمد خوانساری این مشکل برچیده شد و او در اسفند ۱۳۴۳ به آلمان رفت و در شکل‌گیری مرکز اسلامی هامبورگ و اتحادیه انجمن‌های اسلامی دانشجویان در اروپا (گروه فارسی‌زبانان) ایفای نقش کرد. در این مدت به سفر حج رفت و نیز سفرهایی به ترکیه، سوریه، لبنان و عراق برای آشنایی با تلاش‌های اسلامی و دیدار با موسی صدر و روح‌الله خمینی انجام داد. در ۱۳۴۹ سفری به ایران داشت که در آن سفر از سوی ساواک ممنوع‌الخروج شد و اقامت ۵ سالهٔ او در آلمان پایان یافت.

## کوشش‌ها پس از بازگشت تا انقلاب
بهشتی پس از بازگشت به ایران، دوباره در آموزش و پرورش مشغول به کار شد و سپس به عنوان کارشناس ارشد در کتاب‌های علوم دینی در سازمان تدوین کتاب‌های درسی ایران اشتغال داشت و به همراه محمدجواد باهنر به گردآوری کتاب‌های درسی برای مدرسه‌ها پرداخت. وی همچنین از سوی وزارت فرهنگ به مأموریت‌هایی، از جمله به آبادان، فرستاده شد. علاوه‌بر آن در کنار کارهای علمی و تکمیل کتاب‌های در دست نگارشش و کارهای حوزه، جلسه‌های تفسیر قرآن را در «مکتب قرآن» برگزار می‌کرد که دختران و پسران جوان در آن شرکت می‌کردند. همچنین در مناسبت‌های گوناگون به سخنرانی می‌پرداخت. در فروردین ۱۳۵۴ به اتهام اقدام علیه امنیت ملی بازداشت شد و چند روزی را در زندان کمیته مشترک ضدخرابکاری گذراند. پس از آن دیگر جلسات تفسیر ادامه نیافت. از سال ۱۳۵۵ در تلاش‌هایی برای ایجاد هسته‌های تشکیلاتی شرکت داشت که به ایجاد جامعه روحانیت مبارز انجامید. از سال ۱۳۵۶ با اوج‌گیری انقلاب بر دامنهٔ کوشش‌هایش افزود. در بهار ۱۳۵۷ سفری به اروپا و آمریکا داشت. هدف او در این سفر دیدار با دانشجویان و استادان دانشگاه و هماهنگی حرکت‌های سیاسی گروه‌های باورمند به رهبری روح‌الله خمینی بود. پس از سفر خمینی به فرانسه نیز برای دیدار با او به پاریس رفت. در عاشورای ۱۳۵۷ پس از سخنرانی‌اش بازداشت شد و مدت کوتاهی را در زندان اوین و کمیتهٔ مرکزی بود. بهشتی در دوران پیش از انقلاب ۵۷ شرکت‌های اقتصادی و توریستی‌ای به نام‌های قائم، سبزه و دژساز را تأسیس کرد.
بهشتی در سال‌های پیش از انقلاب ۵۷، در تبیین هویت بنیادگرایی اسلامی شیعه‌محور با قرائت ایدئولوژیک از فقه شیعه دوازده امامی فعال بود. بخش عمدهٔ فعالیت‌های نظری و فرهنگی او ترویج این ایده بود که اسلام برای همهٔ ابعاد زندگی بشر برنامه دارد و حکومت دینی می‌تواند تشکیل شود و پاسخگوی نیازهای جامعه باشد.

## پس از انقلاب ۱۳۵۷ و ریاست دیوان عالی کشور
با پیروزی انقلاب اسلامی در سال ۱۳۵۷ او دبیر شورای انقلاب بود. به دلیل باور نیرومند به کار حزبی در ۲۹ بهمن ۱۳۵۷ حزب جمهوری اسلامی را به همراه سید عبدالکریم موسوی اردبیلی، اکبر هاشمی رفسنجانی، سید علی خامنه‌ای و محمدجواد باهنر بنیان کرد که به زودی به مخالفان سرسخت رئیس‌جمهور ابوالحسن بنی‌صدر تبدیل شد. بهشتی در انتخابات مجلس خبرگان قانون اساسی شرکت کرد و برای تدوین قانون اساسی انتخاب شد.

در ۴ اسفند ۱۳۵۸ به دستور روح‌الله خمینی، ریاست دیوان عالی کشور یعنی بلندپایه‌ترین مقام قضایی در آن زمان را بر عهده گرفت و تا زمان ترور شدنش در این سمت بود. ۲۲ اسفند ۱۳۵۹ در نامه‌ای به سید روح‌الله خمینی با اشاره به حمایت‌های وی از بنی‌صدر این‌گونه نوشت: «اگر اداره جمهوری اسلامی به وسیلهٔ صاحبان بینش دوم (بنی صدر) را در این مقطع اصلح می‌دانید، ما به همان کارهای طلبگی خویش بپردازیم و بیش از این شاهد تلف شدن نیروها در جریان این دوگانگی فرساینده نباشیم.»

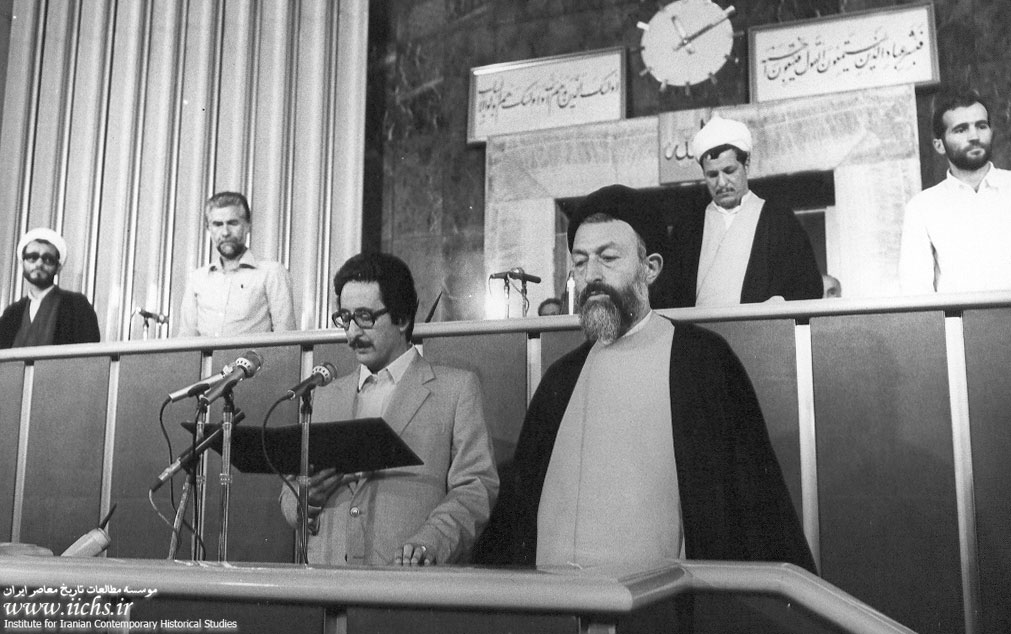
بهشتی در مراسم تحلیف ابوالحسن بنی صدر

همچنین از دیگر اقدامات مهم بهشتی در زمان تصدی خود بر دستگاه قضایی برکناری و عزل صادق خلخالی از مقام ریاست و حاکمیت شرع دادگاه‌های انقلاب بود. بهشتی اقدامات او را برخلاف مبانی اسلامی و شرعی می‌خواند و دربارهٔ عزل او گفته بود: «من بساط این‌گونه دادگاه‌ها را جمع خواهم کرد.» او همچنین دستور بررسی پرونده‌هایی را که توسط خلخالی منجر به صدور حکم شده بود، داد.
با این‌حال، بدری آتابای در مصاحبه با تاریخ شفاهی دانشگاه هاروارد مدعی شده است که در ابتدای انقلاب محمد بهشتی در کنار صادق خلخالی او را مورد تحقیر و آزار کلامی قرار دادند و محمد بهشتی بعد از شنیدن القاب سلطنتی محمدرضا شاه پهلوی از زبان بدری آتابای می‌گوید، باید زبان این زن را به دلیل استفاده از این القاب برید.

با اصرار محمد بهشتی (رئیس دیوان عالی کشور) و علی قدوسی (دادستان کل انقلاب اسلامی) در ۲۰ شهریور ۱۳۵۹ اسدالله لاجوردی دادستان انقلاب تهران شد.

بهشتی در میان هیئت اعزامی حکومت جهوری اسلامی به کردستان در فروردین ۱۳۵۸. از چپ به راست: محمد ربیعی، احمد مفتی‌زاده، سید محمود طالقانی، سید محمد بهشتی

واکاوی عملکرد تقریباً سی‌ماهه بهشتی پس از انقلاب بهمن ۵۷، نشان می‌دهد او یک روحانی خوش‌رو و در ظاهر اهل شکیبایی بود؛ امّا صبر و تحمل او از جنس مدارا و پذیرش حق آزادی مخالف نبود، بلکه می‌کوشید در برخوردی پیچیده، مخالفان را یا جذب کرده یا مخالفت آن‌ها را بی‌اثر کند. او یک روحانی باورمند به گفتمان بنیادگرایی اسلامی شیعه‌محور بود و نقش بی‌بدیلی در پایه‌گذاری نظامی ایدئولوژیک بر اساس خوانشی مشابه نظام سیاسی شوروی سابق با جایگزینی تفسیر ایدئولوژیک از فقه شیعه «امامیه» با مارکسیسم-لنینیسم ایفا کرد. آرا و نظریات و همچنین رفتار سیاسی او هیچ تناسبی با دموکراسی نداشت. او حکومت اسلامی بر پایه الیگارشی بخشی از روحانیت را دنبال می‌کرد.

## شورای ریاست‌جمهوری
بهشتی در ۲ تیر ۱۳۶۰ پس از برکناری ابوالحسن بنی‌صدر به همراه محمدعلی رجایی و اکبر هاشمی رفسنجانی عضو شورای موقت ریاست‌جمهوری شد.

## ترور
وی در شامگاه یکشنبه ۷ تیر ۱۳۶۰ در بمب‌گذاری در دفتر حزب جمهوری اسلامی منسوب به سازمان مجاهدین خلق ایران در حین سخنرانی در تالار حزب جمهوری اسلامی ترور شد. سازمان مجاهدین خلق تا به امروز مسئولیت این انفجار را بر عهده نگرفته و همچنین انکار نکرده است.
جزئیات بمب‌گذاری به این شکل است که یک بمب بر ستون اصلی ساختمان حزب و یک بمب دقیقاً زیر تریبون بهشتی قرار داده شده که بعد از انفجار سقف پایین می‌آید و چندین نفر کشته و زخمی می‌شوند.
بنابر اسناد ساواک از اعترافات وحید افراخته، او ادعا کرده است در سال ۱۳۵۴ نیز سازمان مجاهدین خلق به دنبال ترور بهشتی بوده است. تقی شهرام معتقد بوده است چون این کار از نظر تبلیغاتی صلاح نیست، بهتر است با روش‌هایی چون زیر گرفتن بهشتی توسط اتومبیل این کار انجام شود. به هر حال در سال ۱۳۵۴ این کار توسط این سازمان عملی نمی‌شود. بعد از درگذشت بهشتی، خمینی به قضات قوه قضائیه دستور داد تا وقتی عصبانی هستید، دست به قضاوت نزنید. پیکر او در قطعه ۲۴ بهشت زهرای تهران دفن شده است.

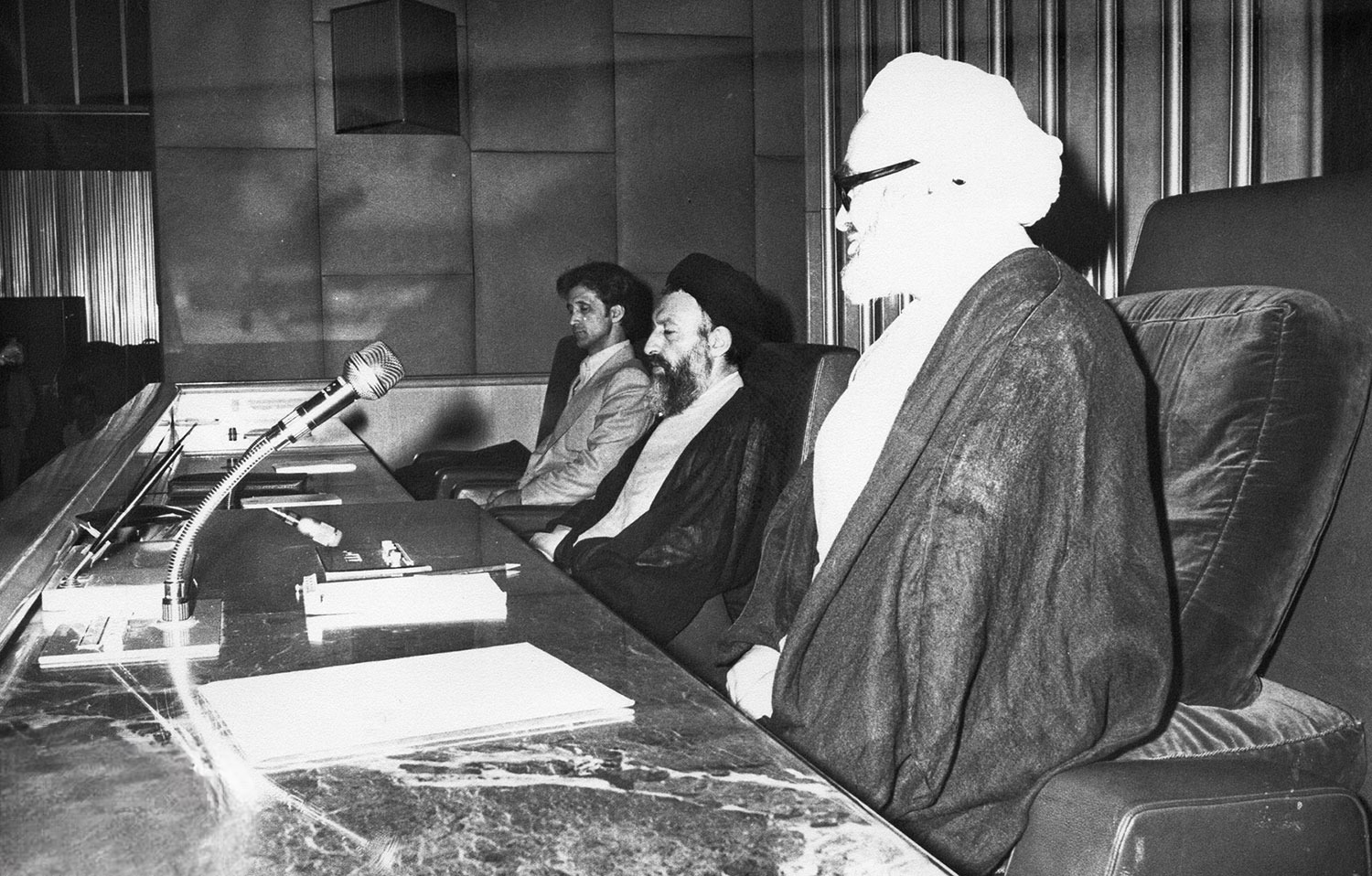
بهشتی در کنار حسینعلی منتظری در زمان نیابت رئیس مجلس خبرگان قانون اساسی

## خانواده
فرزند او سید علیرضا حسینی بهشتی، عضو هیئت علمی دانشکدهٔ علوم انسانی دانشگاه تربیت مدرس، دبیرکل جمعیت توحید و تعاون و از بازداشت‌شدگان ناآرامی‌های انتخابات ریاست جمهوری دهم است. سید محمدرضا حسینی بهشتی دیگر فرزند او، دانشیار فلسفه دانشگاه تهران و عضو پیوستهٔ فرهنگستان هنر است. ملوک‌السادات حسینی بهشتی، فرزند ارشد او، استادیار پژوهشی پژوهشگاه علوم و فناوری اطلاعات ایران است.

## آرامگاه

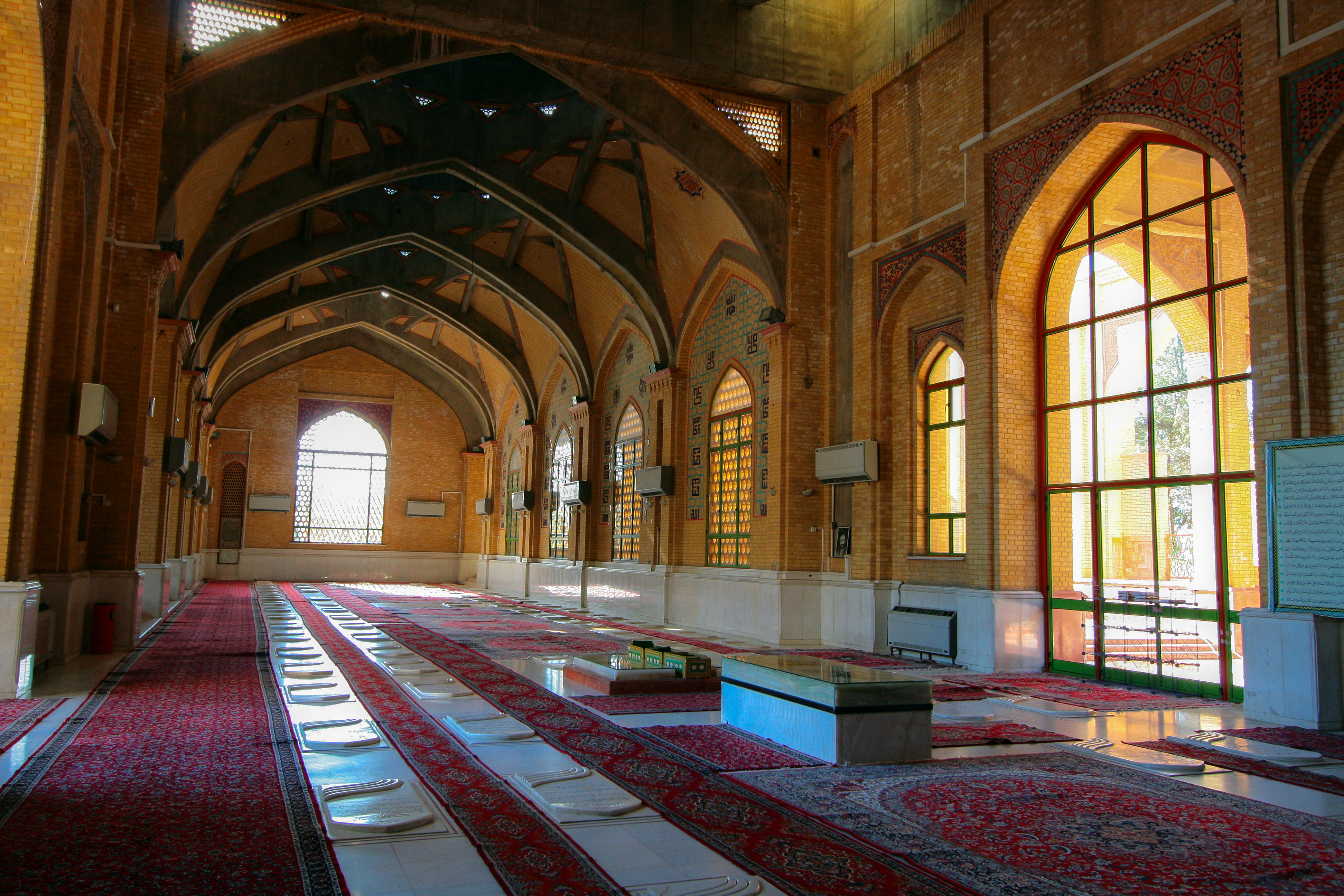
مقبره بهشتی در آرامگاه کشته شدگان هفتم تیر

آرامگاه شهدای هفتم تیر یا آرامگاه ۷۲ تن آرامگاهی در قطعه ۲۴ قبرستان بهشت زهرا در جنوب تهران است که جمعی از مقامات و مسئولان ارشد جمهوری اسلامی ازجمله سید محمد بهشتی، محمدعلی رجایی و محمدجواد باهنر در آن به خاک سپرده شده‌اند. معمار، طراح و سازندهٔ این بنا میرحسین موسوی، سیاستمدار ایرانی است.

## موزه‌سرا
خانهٔ محمد بهشتی در محلّهٔ قلهک در تیر ۹۲ به موزه‌سرا تبدیل و افتتاح شد. این منزل از دو بخش تشکیل شده است و هنرمندان سعی کردند که هر دو بخش را به نمایش بگذارند. یک بخش مربوط به زندگی اجتماعی بهشتی همچون قسمت اتاق جلسات است که در این منزل اتفاقات زیادی در قبل و بعد از انقلاب ۵۷، رخ داد و او حداقل دو بار با یورش مأموران ساواک بازداشت شد؛ همچنین جلسات متعددی میان نواندیشان دینی، شورای انقلاب، شورای روحانیت مبارز که در این مکان شکل گرفته که مربوط به زندگی اجتماعی او در این منزل است. بخش دیگر قسمت خانوادگی این بناست که روایتگر رفتارهای او با خانواده است.

## آثار
- آموزش مواضع
- از حزب چه می‌دانیم
- اقتصاد اسلامی
- اهمیت شیوهٔ تعاون
- بانکداری و قوانین مالی اسلام
- باید و نبایدها
- بررسی و تحلیلی از جهاد، عدالت، لیبرالیسم، امامت
- بهداشت و تنظیم خانواده
- پنج گفتار
- التوحید فی القرآن
- توکل از دیدگاه قرآن
- حج در قرآن
- حق و باطل
- خدا از دیدگاه قرآن
- دکتر شریعتی، جستجوگری در مسیر شدن
- ربا در اسلام
- رسالت دانشگاه و دانشجو
- روش برداشت از قرآن
- سرود یکتاپرستی
- سلسله درسهای اسلامی - مسئله مالکیت
- سلسله درسهای اسلامی - شناخت
- شناخت از دیدگاه فطرت
- شناخت از دیدگاه قرآن
- طرح لایحهٔ قصاص
- مبارزهٔ پیروز
- مبانی نظری قانونی اساسی
- محیط پیدایش اسلام
- مکتب و تخصص
- نقش آزادی در تربیت کودکان
- نقش تشکیلات در پیشبرد انقلاب اسلامی ایران
- نماز چیست؟
- وظائف انجمن‌های اسلامی دانشجویان در اروپا در برابر جوانان مسلمان
- ویژگی‌های انقلاب اسلامی ایران

## نگارخانه

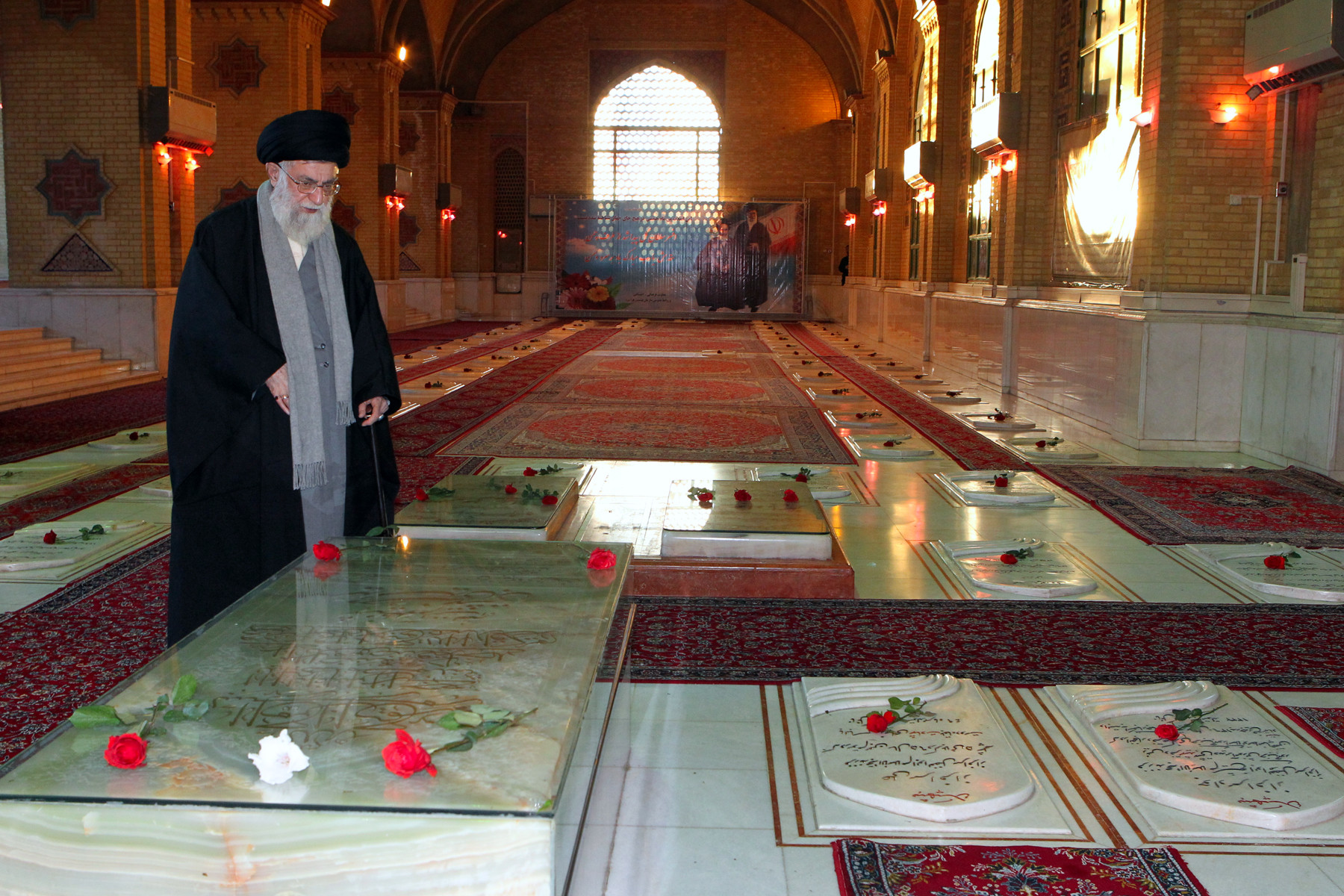
حضور سید علی خامنه‌ای بر سر مزار سید محمد حسینی بهشتی در آرامگاه شهدای هفتم تیر، ۱۱ بهمن ۱۳۹۱
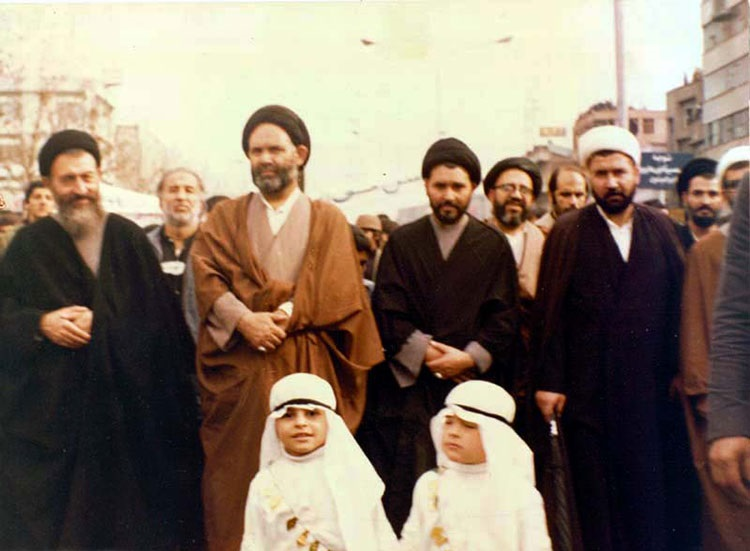
حضور محمد بهشتی در راهپیمایی تاسوعا و عاشورای ۱۳۵۷
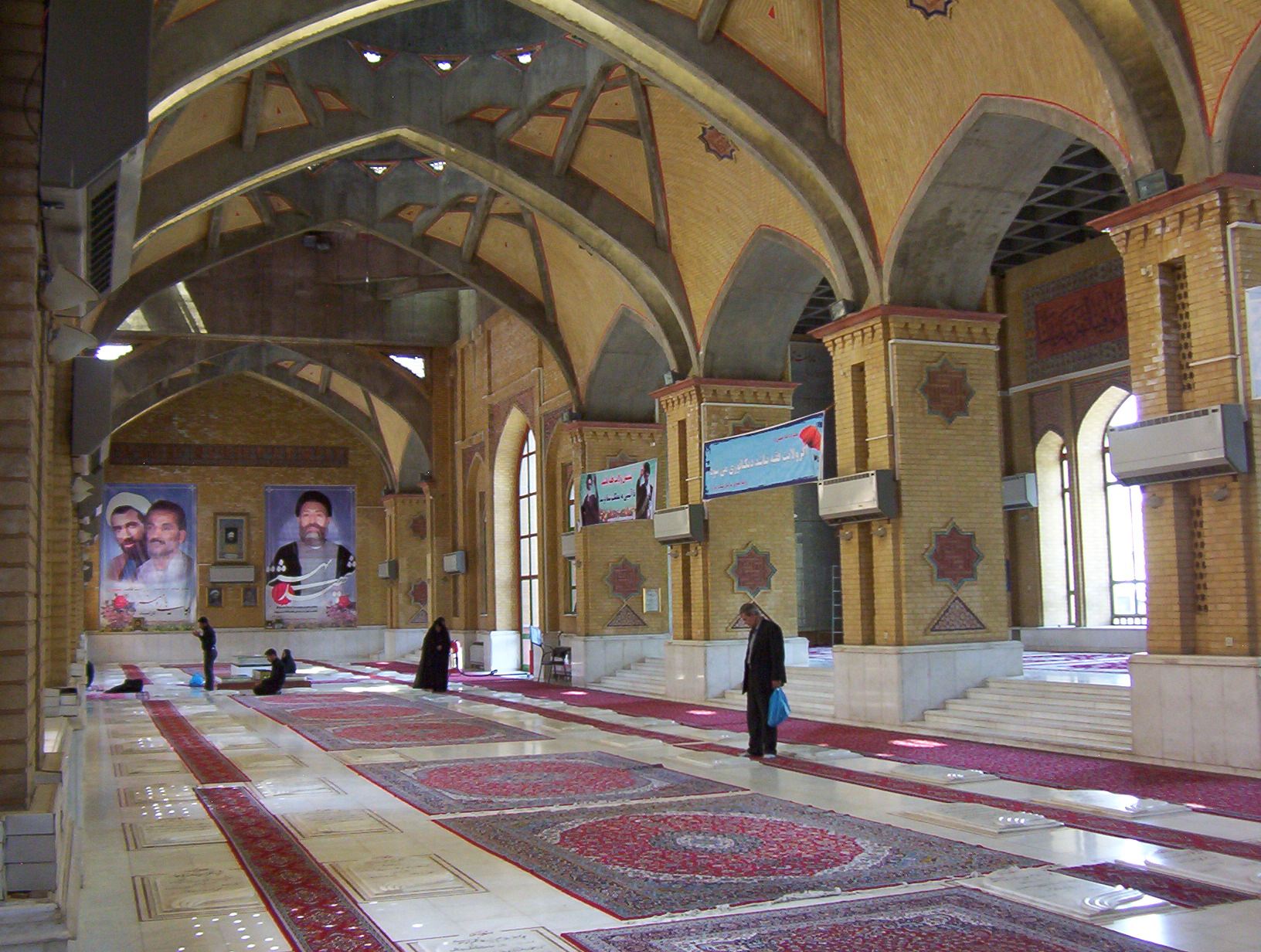
مزار بهشتی در آرامگاه شهدای هفتم تیر
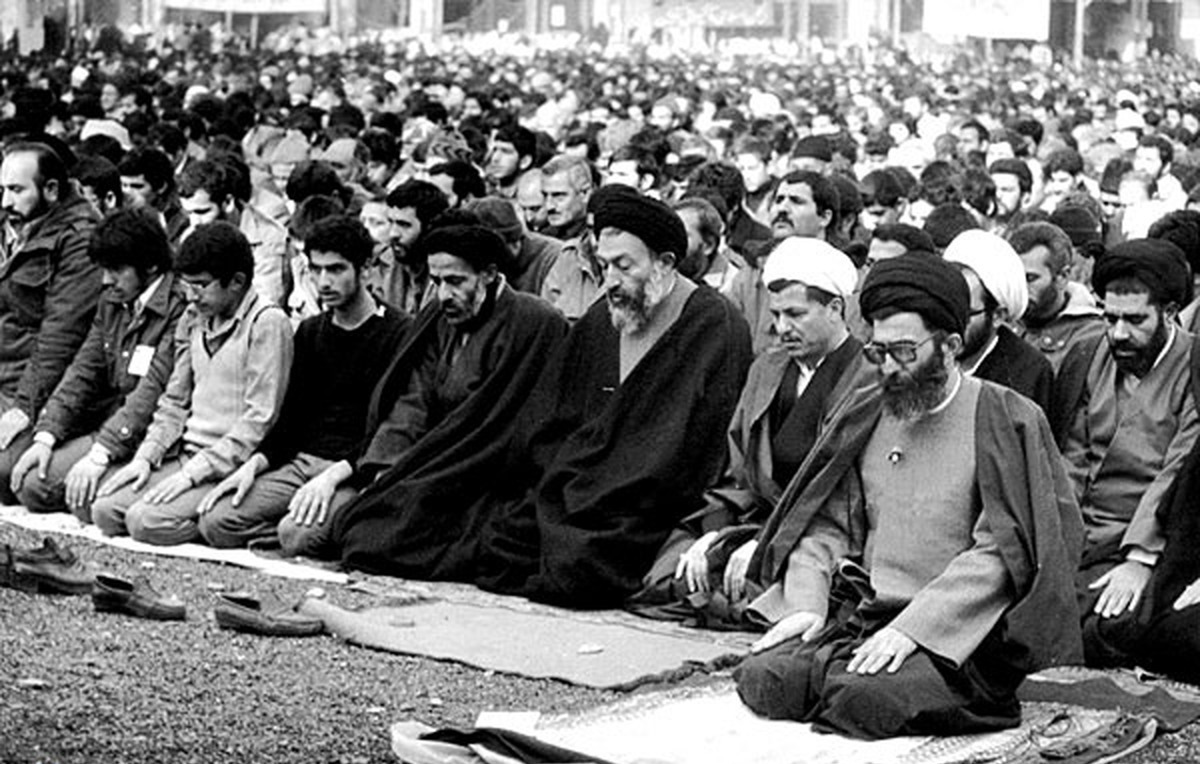
نماز جمعه به امامت سیدعلی خامنه‌ای با حضور سید محمد بهشتی
سیدمحمد بهشتی در کنار هاشمی رفسنجانی و خامنه ای